# Pedro ximenes
El pedro ximenes també anomenat pero ximenes és una varietat de cep blanca. La tradició diu que el nom prové de l'alemany Peter Siemens, soldat de l'emperador Carles V, castellanitzat com pedro o pero; ximen, ximénez o jiménez.
El raïm pero ximenes és menut, poc compacte i de gra mitjà i esfèric, molt llis i translúcid. El fruit és molt dolç. La planta s'adapta bé en climes molt assolellats. Es cultiva sobretot a Andalusia, Argentina i Austràlia, i és una de les varietats preferents a la DO València.
El vi tradicional pero ximenes, elaborat sobretot a Andalusia, és un vi generós de 14º a 20º i de contingut de sucre alt. És de color caoba i té un gust intens que recorda les panses. És elaborat amb raïm assolellat i amb addició d'alcohol. Més recentments uns cellers de Vinebre se'n van servir per fer el típic vimblanc, un estil de vi generós sense adició d'alcohol. També s'utilitza el pero ximenes per fer cupatges de vi blanc de taula, i alguns vins de qualitat.